# Wald-Schwingel
Der Wald-Schwingel (Festuca altissima, Syn.: Drymochloa sylvatica (Pollich) Holub) ist eine Pflanzenart aus der Gattung Schwingel (Festuca) innerhalb der Familie der Süßgräser (Poaceae).

## Beschreibung

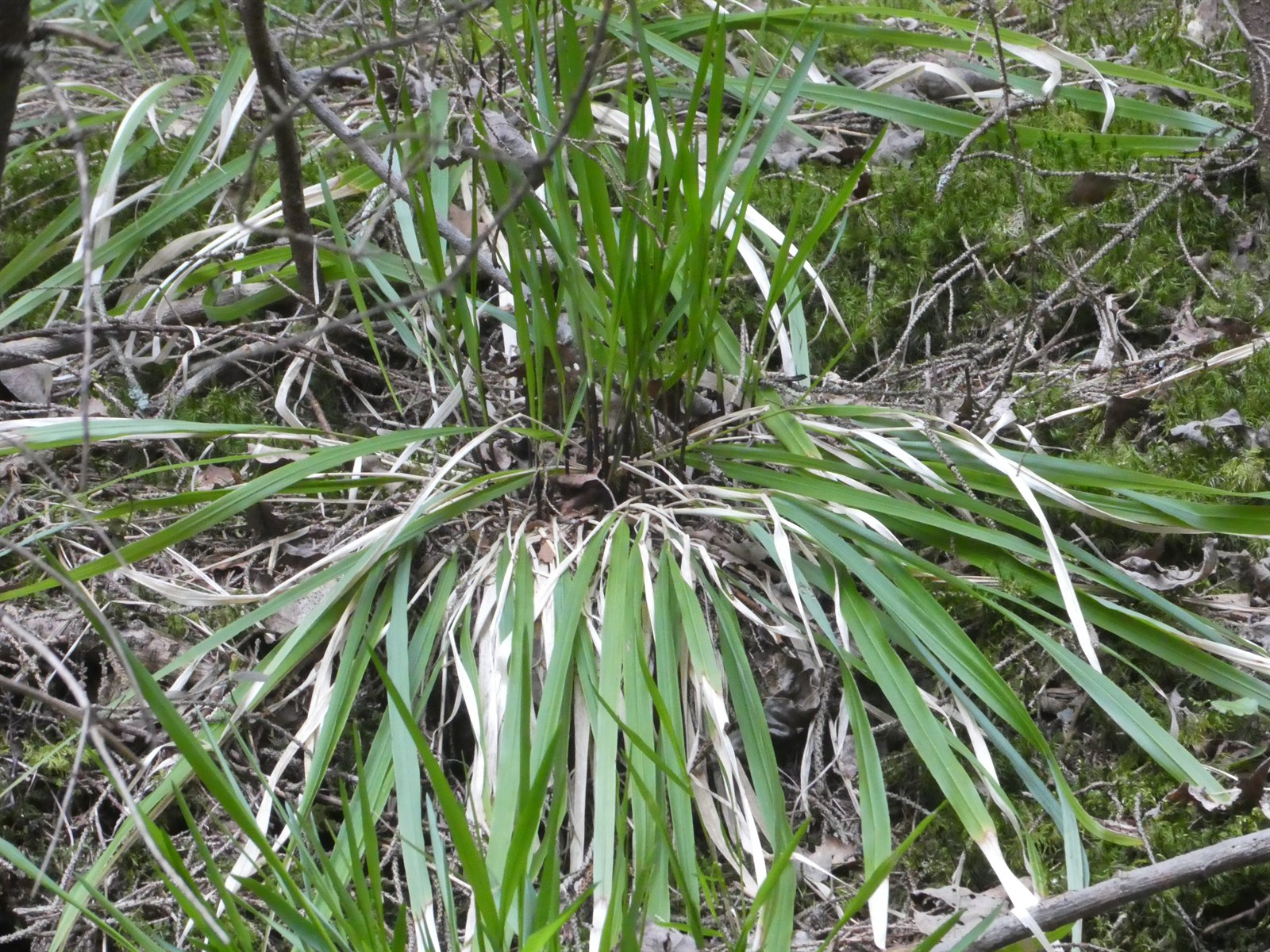
Horst

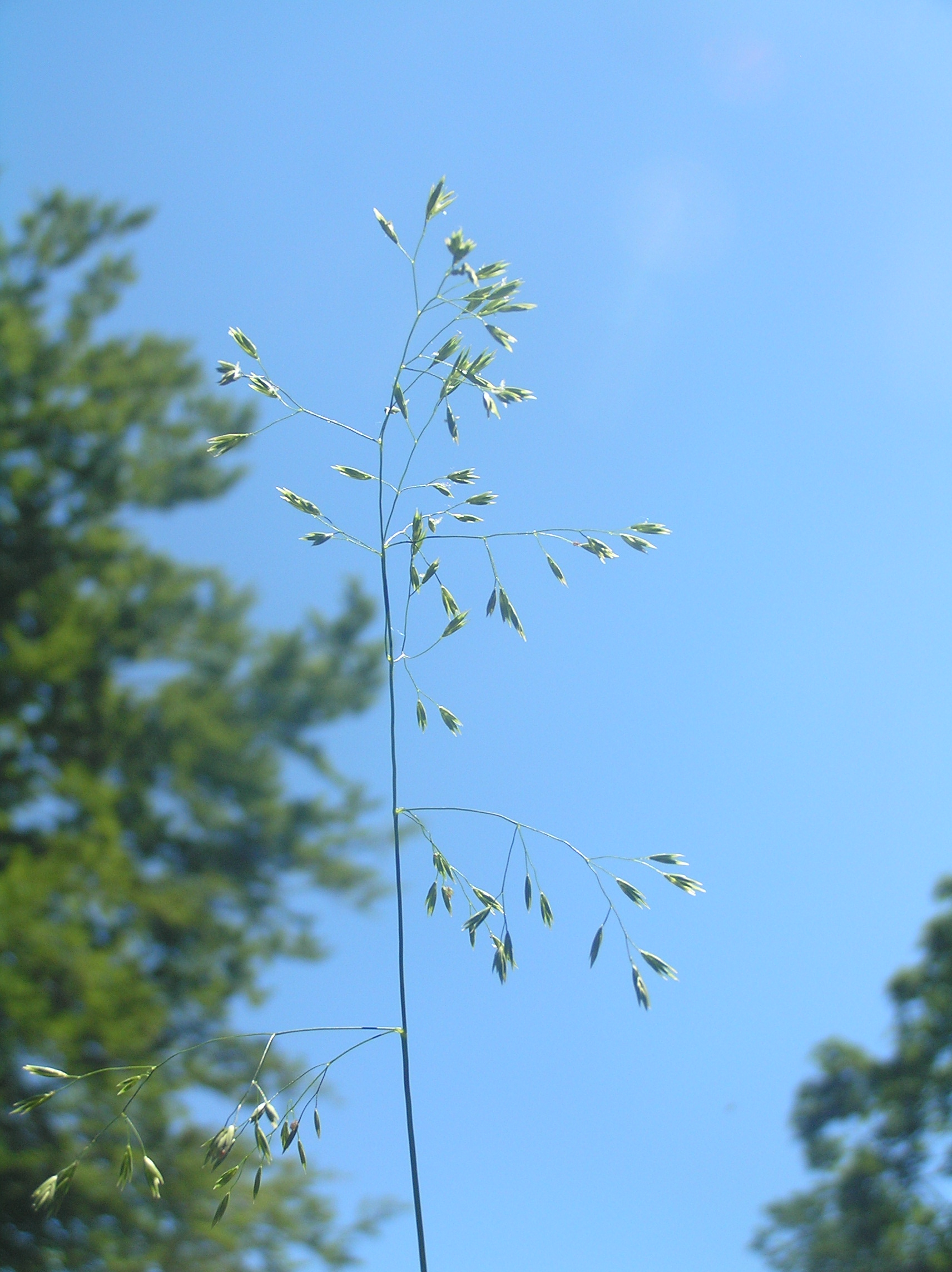
Blütenstand

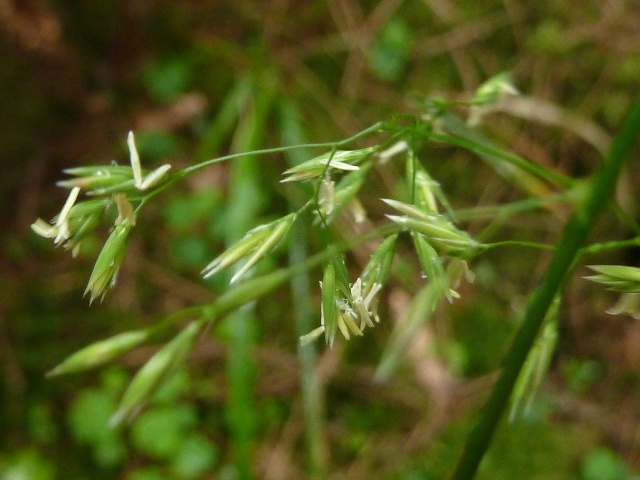
Ährchen

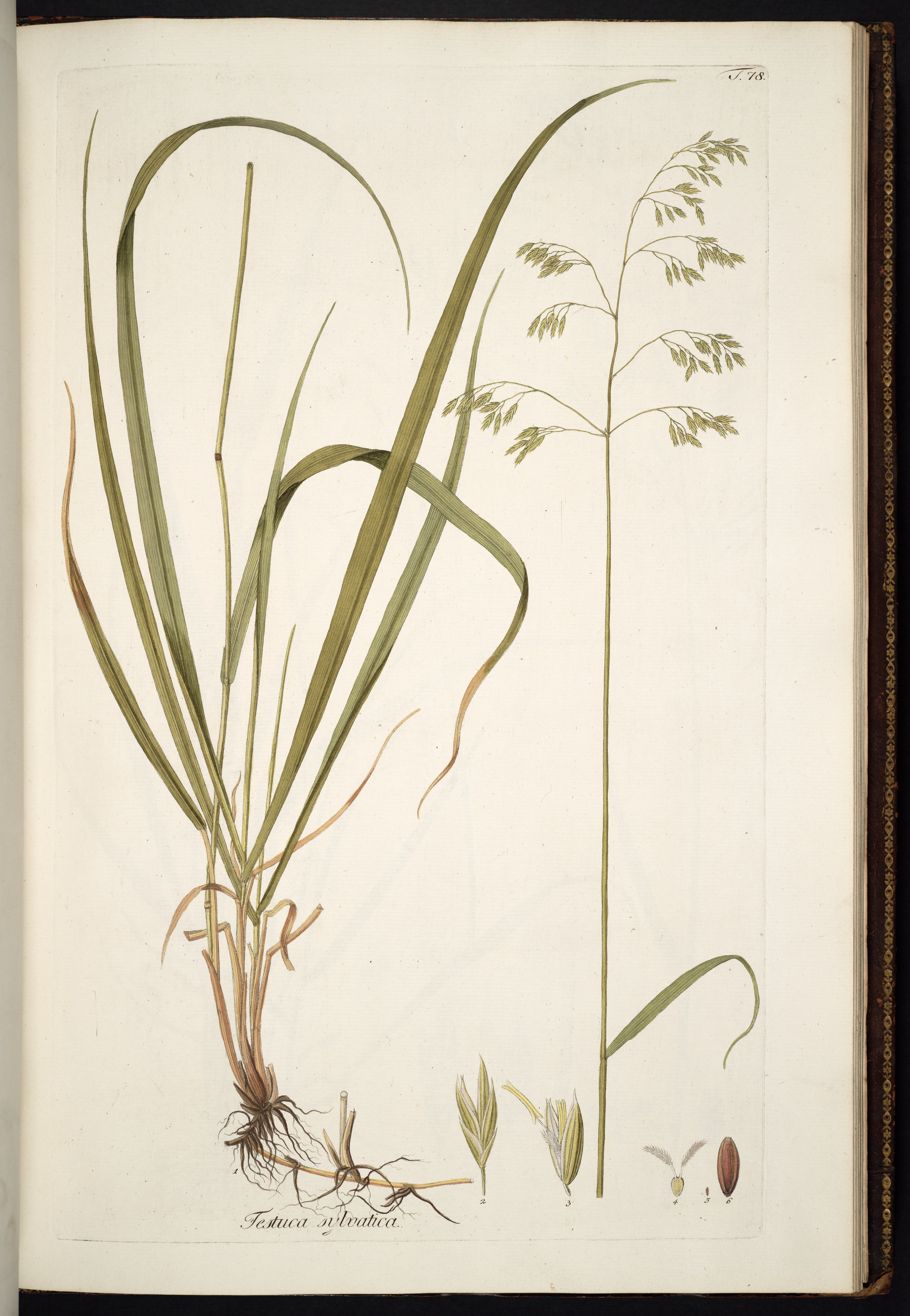
Illustration

### Vegetative Merkmale
Der Wald-Schwingel ist eine ausdauernde krautige Pflanze, die Wuchshöhen von 50 bis 130 (bis 200) Zentimetern erreicht. Er bildet dichte Horste, hat aber keine Ausläufer. Die Halme sind aufrecht, glatt und kahl und sind mit zwei bis vier Knoten gegliedert.
Die wechselständig am Halm angeordneten Laubblätter sind in Blattscheide und -spreite gegliedert. Die Blattspreiten sind 10 bis 30 Zentimeter lang und 3 bis 8 Millimeter breit, flach ausgebreitet und unterseits glatt und glänzend. Das Blatthäutchen (Ligula) ist ein 0,4 bis 1 Millimeter breiter kragenförmiger Saum.

### Generative Merkmale
Die Blütezeit reicht von Juni bis August. Der rispige Blütenstand ist 10 bis 35 Zentimeter lang, locker, aufrecht oder meist etwas einseitig überhängend und vor sowie nach der Anthese zusammengezogen. Die Seitenäste gehen an den unteren Knoten zu zweit von der Hauptachse ab. Die Ährchenstiele sind 2 bis 5 Millimeter lang und glatt. Die Ährchen enthalten meist 7 bis 8 (5 bis 14) Blütchen und sind 10 bis 20 Millimeter lang. Die Hüllspelzen sind ungleich; die untere ist einnervig und 2,5 bis 4 Millimeter lang, die obere dreinervig und 3,5 bis 5,5, Millimeter lang. Die Deckspelzen sind fünfnervig und 6 bis 9 Millimeter lang; sie sind unbegrannt oder mit einer bis 4 Millimeter langen Granne versehen. Die Vorspelzen sind so lang wie die Deckspelzen. Die Staubbeutel sind 3 bis 4 Millimeter lang.
Die Chromosomenzahl beträgt 2n = 14.

## Vorkommen
Der Wald-Schwingel ist von Europa bis zum Iran und bis Sibirien weitverbreitet. Er kommt in fast allen Ländern Europas vor, fehlt aber in Portugal, Island, auf den Balearen, Sardinien, Sizilien, Kreta, Moldau und Nordmazedonien.
Er gedeiht auf grund- und sickerfrischen, kühlen, meist mäßig sauren, modrig humosen, steinigen Lehmböden vor allem in luftfeuchten Nord- und Ostlagen vor. Er ist eine Kennart des Galio-Fagetum und des Festuco-Fagetum aus dem Verband Fagion. Er steigt in den Alpen in Graubünden bei Klosters bis in eine Höhenlage von 1800 Meter auf.
Die ökologischen Zeigerwerte nach Landolt et al. 2010 sind in der Schweiz: Feuchtezahl F = 3+w (feucht aber mäßig wechselnd), Lichtzahl L = 2 (schattig), Reaktionszahl R = 2 (sauer), Temperaturzahl T = 2+ (unter-subalpin und ober-montan), Nährstoffzahl N = 3 (mäßig nährstoffarm bis mäßig nährstoffreich), Kontinentalitätszahl K = 2 (subozeanisch).

## Taxonomie
Die Erstveröffentlichung erfolgte 1776 unter dem Namen Poa sylvatica durch Johann Adam Pollich in Historia Plantarum in Palatinatu Electorali, Band 1, S. 83.  In der Gattung Festuca konnte aber das Epitheton sylvatica keine Anwendung finden, da vorher schon William Hudson den Namen Festuca sylvatica für eine andere Art verwandt hatte. Carlo Allioni gab dieser Art dann 1789 in Auctuarium ad Floram Pedemontanam cum notis et emendationibus S. 43 den gültigen Namen Festuca altissima All. In der Gattung Drymochloa erhält diese Art durch Josef Holub den Namen Drymochloa sylvatica (Poll.) Holub. Ein Synonym für Festuca altissima All. ist Festuca sylvatica (Poll.) Vill.

## Verwandte Arten
Nahe verwandt mit dem Wald-Schwingel (Festuca altissima All.) ist der Berg-Schwingel (Festuca drymeja Mert. & Koch, Syn.: Festuca montana M.Bieb., Drymochloa drymeja (Mert. & Koch) Holub). Er wird nur 70 bis 110 Zentimeter hoch und entwickelt Ausläufer. Er kommt von Mittel- und Osteuropa bis zum Iran vor und außerdem in Marokko, Algerien und Tunesien. In Mitteleuropa kommt er nur in Österreich im Burgenland, in Niederösterreich und in der Steiermark vor und ist im Wienerwald stellenweise häufig.